# کوزه گران (شفت)
کوزه گران ، روستایی واقع در محور جاده رشت به فومن از توابع بخش مرکزی شهرستان شفت در استان گیلان ایران است.

## جمعیت
این روستا در دهستان ملاسرا قرار دارد و براساس سرشماری مرکز آمار ایران در سال ۱۳۸۵، جمعیت آن ۳۵۶ نفر (۹۳خانوار) بوده‌است.

## جاذبه گردشگری
اقامتگاه بومگردی گیلمار بعنوان بزرگ ترین مجموعه بومگردی شمال کشور در این روستا واقع شده است.